# Адольф Куссмауль

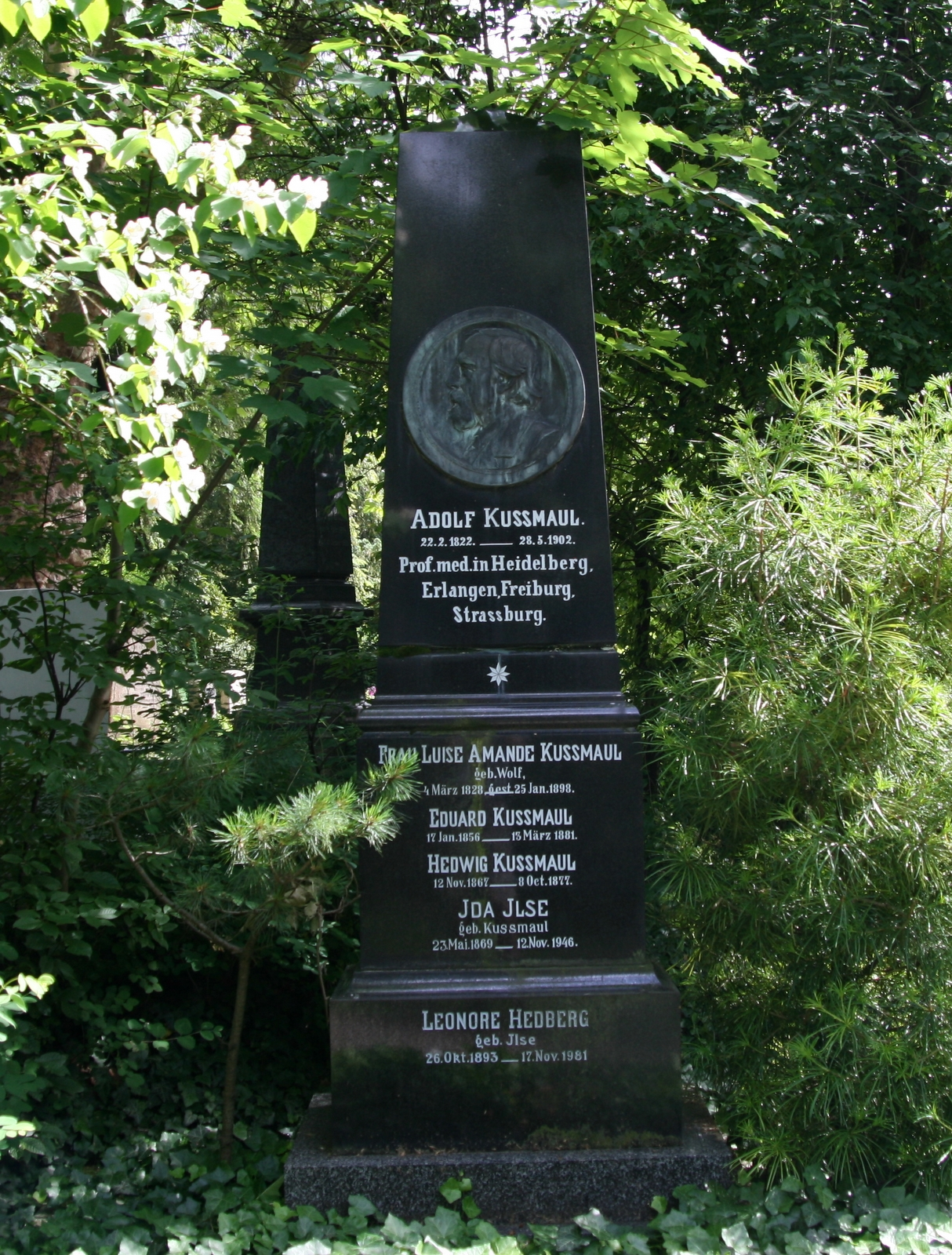
Могила Адольфа Куссмауля

Адольф Куссмауль (нім. Adolf Kussmaul; 22 лютого 1822 — 28 травня 1902) — видатний німецький терапевт і невролог.

## Біографія
З 1840 року вивчав медицину й працював помічником лікаря Франца Негеле в Гайдельберзі.
У 1845 році продовжив навчання у Відні. У 1846 році пройшов державну експертизу і став помічником Карла фон Пфейфера.
З 1848 року Куссмауль упродовж двох років був військовим хірургом під час кампанії в Шлезвіг-Гольштейні й отримав посаду головного лікаря. Пішов з армії в 1849 році й оселився в Кандерні в Шварцвальді. Тут у нього з 1850 по 1853 рік була приватна практика. У 1850 році Адольф Куссмауль одружився з Луїзою Аманді Вольф (1828—1898)
За станом здоров'я він не міг продовжувати свою практику, і вирушив до Вюрцбурга, щоб працювати над докторською дисертацією. Він вибрав Вюрцбург, тому, що там викладав Рудольф Вірхов. У 1855 році Куссмауль став доктором медицини.
Два роки потому, в 1857 році, Куссмауля було призначено професором у Гайдельберзькому університеті, і в 1859 році прийнявши запрошення міста, очолив там кафедру внутрішніх хвороб. У 1863 році він перейшов на ту ж посаду у Фрайбурзі, а в 1876 році в Страсбурзі, де й прожив до своєї смерті.
Куссмауль розробив низку цінних діагностичних та терапевтичних процедур. Він був першим, хто описав вузликовий періартеріїт, прогресивний параліч та діагностику емболії брижових артерій. Куссмаулю належать одні із перших спроб езофагогастроскопії. Книга Куссмауля про афазію була знаковою для свого часу і, можливо, стала його найбільшим внеском у медицину. Також Адольф Куссмауль описав патологічне дихання при діабетичній комі, що згодом названо на його честь — дихання Куссмауля. Адольф Куссмауль анатомічно локалізував поліомієліт у сірій речовині спинного мозку і вперше у 1874 році запропонував назву «Poliomyelitis acuta anterior» — гострий передній поліомієліт. Вперше детально вивчив та описав пошуковий рефлекс у новонароджених дітей.